# Violet Blythe
Violet Blythe (Londen, 30 januari 1892 - aldaar, 17 maart 1983) was een Britse actrice met een achtergrond in muzikale komedie. Ze trouwde met de cabaretier Lupino Lane in 1917. Vanaf dat moment verschenen zij samen in korte films zoals Hullo! Who's your Lady Friend? (1917). Ook verscheen zij af en toe in Hollywoodkomedies zoals Maid in Marocco (1925) en Battling Sisters (1929). De familie keerde terug naar Groot-Brittannië in 1930, waar zij de echtelijke samenwerking op de planken doorzetten. Het stel bereikte een bescheiden bekendheid met het toneelstuk Me and My Girl (1937).